# Dosiskonversionsfaktor
Der Dosiskonversionsfaktor, manchmal auch Dosis-Umrechnungsfaktor genannt, engl. dose conversion factor (DCF), stellt eine Beziehung her zwischen der gemessenen Zerfallsrate eines radioaktiven Strahlers (Einheit Becquerel), der in den menschlichen Körper gelangt ist, und der Strahlenbelastung, ausgedrückt als Äquivalentdosis mit der Einheit Sievert (Sv). Meist beziehen sich die Dosiskonversionsfaktoren auf eine 50-Jahres-Äquivalenzdosis und geben an, welche Dosis über einen Zeitraum von 50 Jahren nach der Inkorporation eines Strahlers pro Becquerel akkumuliert wird.
Der Dosiskonversionsfaktor hängt von physikalischen und physiologischen Parametern ab:
- Zusammensetzung des Strahlers (Isotop bzw. Isotopengemisch)
- Art der Strahlung des Isotops (Alpha-, Beta- oder Gamma-Strahlung)
- Strahlungsenergien des Isotops
- Art der Aufnahme des Strahlers (über Haut, Lunge oder Magen-Darm-Schleimhäute)

Die Dosiskonversionsfaktoren einiger Substanzen betragen:
| Substanz    | Beschreibung   | DCF                                                                                 | Aufnahme                                                          | Halbwertszeit    |
| ----------- | -------------- | ----------------------------------------------------------------------------------- | ----------------------------------------------------------------- | ---------------- |
| 137Caesium  | Element        | 1,3 · 10−8 Sv/Bq                                                                    |                                                                   | 30,2 Jahre       |
| 131Iod      | Element        | 2,2 · 10−8 Sv/Bq 0,7 · 10−8 Sv/Bq 1,3 · 10−8 Sv/Bq 43 · 10−8 Sv/Bq 350 · 10−8 Sv/Bq | Ingestion Inhalation Ganzkörper Schilddrüse Schilddrüse Kleinkind | 8 Tage           |
| 226Radium   | Element        | 22 · 10−8 Sv/Bq                                                                     |                                                                   | 1.600 Jahre      |
| 90Strontium | Element        | 2,8 · 10−8 Sv/Bq                                                                    |                                                                   | 28,6 Jahre       |
| 40Kalium    | Element        | 0,45 · 10−8 Sv/Bq                                                                   |                                                                   | 1,28 · 109 Jahre |
| 60Cobalt    | Element        | 0,54 · 10−8 Sv/Bq                                                                   |                                                                   | 5,2 Jahre        |
| 210Polonium | Element        | 60 · 10−8 Sv/Bq                                                                     |                                                                   | 138 Tage         |
| 18F-2-FDG   | Kontrastmittel | 2 · 10−11 Sv/Bq                                                                     | intravenöse Injektion                                             | 109,8 Minuten    |

Bei der Bestimmung von Dosiskonversionsfaktoren wird zunächst versucht, aus der spezifischen Empfindlichkeit der betroffenen Gewebe und Modellannahmen (etwa zur Verteilung der Folgeprodukte in den Atmungsorganen, zur Art der Atmung und der körperlichen Tätigkeit) eine Organdosis zu berechnen. Durch den Vergleich mit epidemiologischen Studien wird dann der Dosiskonversionsfaktor ermittelt. Je nach den getroffenen Modellannahmen treten im Zahlenwert Abweichungen um einen Faktor von 10 und mehr auf.
Innerhalb der Strahlenschutzverordnung eines Landes werden Dosiskonversionsfaktoren tabelliert.